# Oxalis virginea
Oxalis virginea är en harsyreväxtart som beskrevs av Nikolaus Joseph von Jacquin. Oxalis virginea ingår i släktet oxalisar, och familjen harsyreväxter. Inga underarter finns listade i Catalogue of Life.